# Sibylle aus Libyen

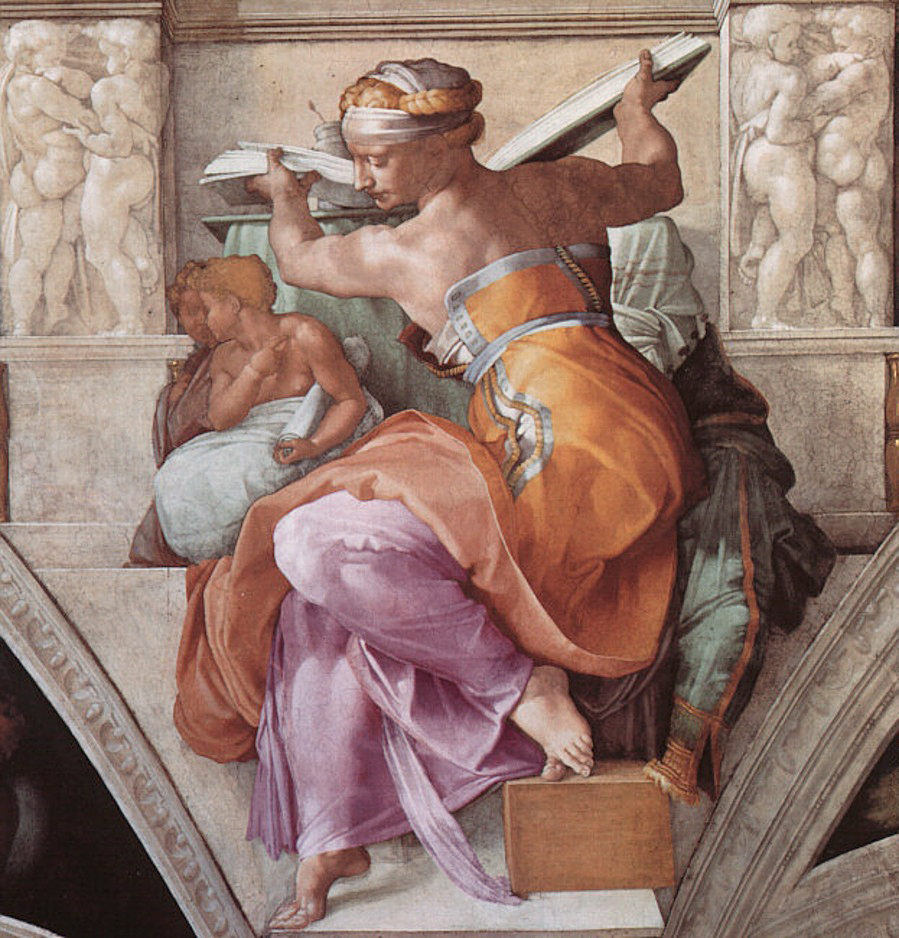
Michelangelo: Die libysche Sibylle, Sixtinische Kapelle, Vatikan

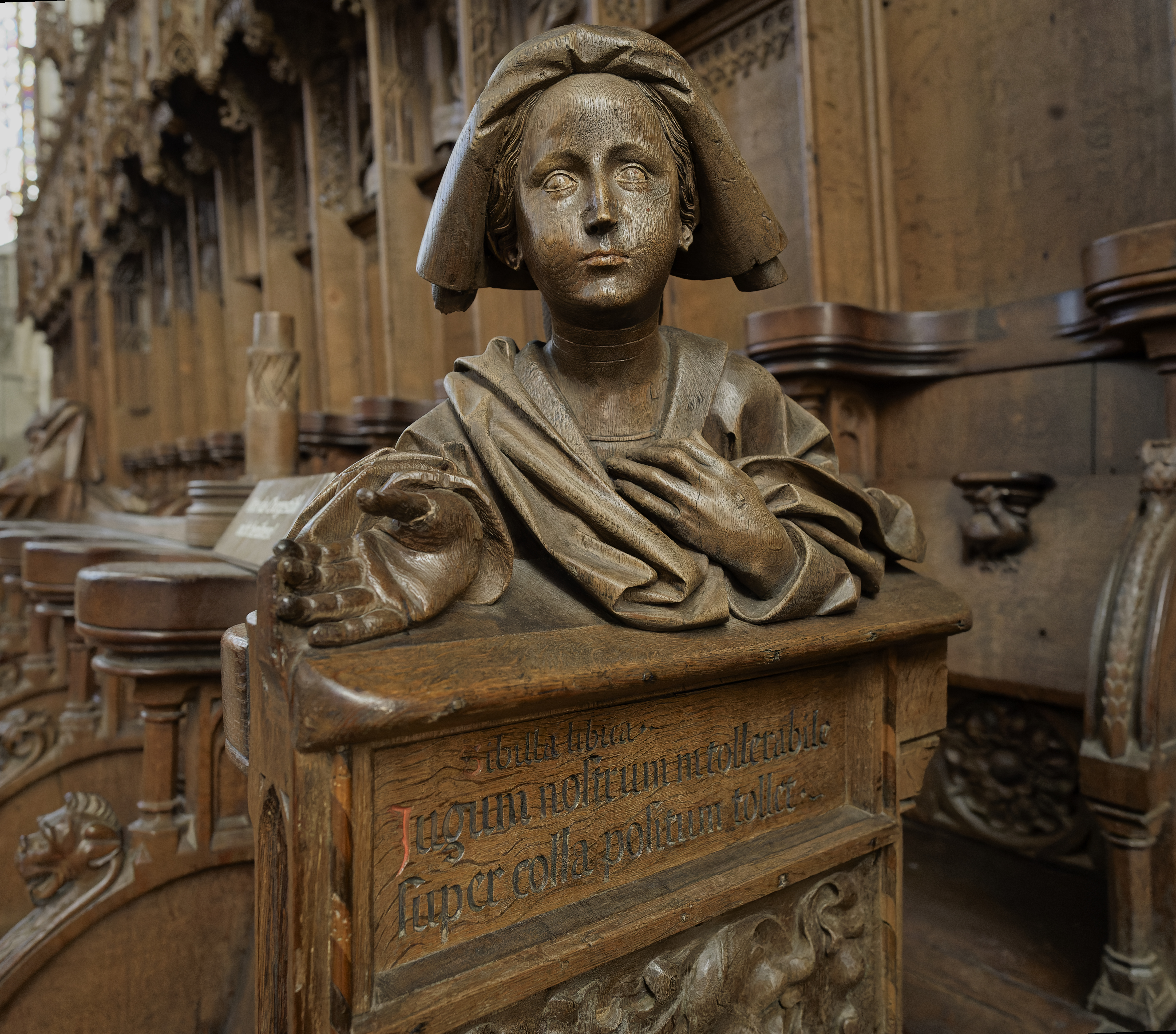
Ulm, Libysche Sibylle

Die Libysche Sibylle ist eine der nach Varro, einem römischen Historiker des 1. Jahrhunderts v. Chr., von Laktanz unterschiedenen zehn Sibyllen, die jeweils mit einem geographischen Epithet versehen sind.
Eine einzelne als Libyerin bezeichnete Sibylle ist im 5. Jahrhundert v. Chr. schon bei Euripides im Satyrspiel Busiris nachweisbar, wo sie als Tochter des Zeus und der Lamia dargestellt wird. Der Original-Text ist verloren, aber in Zitaten bei anderen Autoren überliefert.
In der Kunst der Gotik und Renaissance wird die Libysche Sibylle meist in Anlehnung an Varro als eine in einer Reihe von Sibyllen dargestellt, oft in Gegenüberstellung zu einer oft gleichen Anzahl von Propheten des Alten Testaments. Die wohl bekannteste bildliche Darstellung ist die Libica des  Michelangelo im Fresko an der Decke der Sixtinischen Kapelle, wo insgesamt fünf Sibyllen alternierend mit sieben Propheten stehen. Sie ist dargestellt, während sie mit einer Drehbewegung ihres Körpers ein hinter ihr liegendes Buch nimmt oder ablegt.
Weitere Darstellungen einer Libyschen Sibylle sind u. a. an folgenden Orten zu finden:
- Siena, Mosaikboden des Domes, als eine von mehreren Sibyllen
- Ulm, Halb-Plastik im Chorgestühl im Chor des Münsters, als eine von zehn Sibyllen, im Gesamtkunstwerk mit zahlreichen antiken Gelehrten und Propheten

Eine moderne Darstellung der Libyschen Sibylle findet sich in der Kirche der Erzabtei Sankt Ottilien im Weg der Sibyllen und Propheten (Bodenplatten in Messing und Muschelkalk).
Ab dem Mittelalter wurden den einzelnen Sibyllen gerne christlich inspirierte Prophezeiungen namentlich zugeordnet. So sind einige der Libyschen Sibylle zugesprochene „Weissagungen“ im Mosaik des Doms von Siena in folgender lateinischer Inschrift abgebildet:
- In manus iniquas veniet. Dabunt deo alapas manibus incestis. Miserabilis et ignominiosus miserabilibus spem praebebit.[Anmerkung 1]

Die Buchinschrift der Libica des Michelangelo lautet:
- Colaphos accipiens tacebit. Dabit in verbera innocens dorsum.[Anmerkung 2]

Ähnliche Worte sind auch (auf Deutsch) der Sibylle in St. Ottilien als Inschrift mitgegeben.